# Liste des ministres fidjiens des Affaires étrangères
Le ministre des Affaires étrangères est le membre du cabinet ayant la responsabilité ministérielle pour les affaires étrangères en république des Fidji. Il ou elle est ainsi responsable pour le maintien et le développement des relations diplomatiques, de la coopération internationale et du commerce extérieur des Fidji avec les États étrangers, ainsi que pour les ambassades et autres missions diplomatiques fidjiennes à l'étranger. 
À la suite de l'indépendance des Fidji (ancienne colonie britannique) en 1970, la gestion des affaires étrangères se fait initialement au sein d'un département des Affaires étrangères relevant du Bureau du Premier ministre Ratu Sir Kamisese Mara. Ce n'est que le 22 juillet 1982 qu'est établi un ministère distinct spécifiquement dédié aux affaires étrangères, Mosese Qionibaravi devenant alors le ministre inaugural à cette fonction, avec le diplomate Satya Nandan pour secrétaire permanent.
En application des constitutions successives de 1970, de 1990, de 1997 puis de 2013, le Premier ministre choisit le ministre des Affaires étrangères parmi les membres du Parlement, héritage du modèle de Westminster. Les Fidji étant une démocratie parlementaire, les ministres sont collectivement responsables devant le Parlement élu par les citoyens.

## Liste
Les Fidji sont brièvement un royaume indépendant de 1871 à 1874. Trois hommes y exercent successivement la fonction de ministre des Affaires étrangères, le dernier négociant l'annexion du pays à l'Empire britannique :
| Nom | Nom                 | Dates du mandat            | Roi               | Premier ministre    | Gouvernement |
| --- | ------------------- | -------------------------- | ----------------- | ------------------- | ------------ |
|     | John Temple Sagar   | 5 juin 1871 - 25 août 1871 | Ratu Seru Cakobau | Sydney Burt         | Burt         |
|     | George Austin Woods | août 1871 - mai 1872       | Ratu Seru Cakobau | Sydney Burt         | Burt         |
|     | John Thurston       | mai 1872 - 10 octobre 1874 | Ratu Seru Cakobau | George Austin Woods | Woods        |

Les ministres chargés des affaires étrangères depuis l'indépendance du pays en 1970 sont :
| Nom | Nom | Nom                    | Titre                                                                | Dates du mandat | Parti              | Premier ministre                                     | Gouvernement         |
| --- | --- | ---------------------- | -------------------------------------------------------------------- | --------------- | ------------------ | ---------------------------------------------------- | -------------------- |
|     |     | Ratu Sir Kamisese Mara | Premier ministre                                                     | 1970-1982       | Alliance           | lui-même                                             | Mara I, II, III & IV |
|     |     | Mosese Qionibaravi     | Ministre des Affaires étrangères et du Tourisme                      | 1982-1984       | Alliance           | Ratu Sir Kamisese Mara                               | Mara V               |
|     |     | Jonati Mavoa           | Ministre des Affaires étrangères et du Tourisme                      | 1984-1985       | Alliance           | Ratu Sir Kamisese Mara                               | Mara V               |
|     |     | Semesa Sikivou         | Ministre des Affaires étrangères et du Tourisme                      | 1985-1986       | Alliance           | Ratu Sir Kamisese Mara                               | Mara V               |
|     |     | Ratu Sir Kamisese Mara | Ministre des Affaires étrangères et du Tourisme                      | 1986-1987       | Alliance           | lui-même                                             | Mara V               |
|     |     | Krishna Datt           | Ministre des Affaires étrangères et de l'Aviation civile             | 1987            | Travailliste       | Timoci Bavadra                                       | Bavadra              |
|     |     | Filipe Bole            | Ministre des Affaires étrangères                                     | 1987            | Alliance           | Sitiveni Rabuka (chef du gouvernement de transition) | Rabuka I             |
|     |     | Ratu Sir Kamisese Mara | Ministre des Affaires étrangères                                     | 1987-1992       | Alliance           | lui-même                                             | Mara VI              |
|     |     | Filipe Bole            | Ministre des Affaires étrangères et de l'Aviation civile             | 1992-1994       | SVT                | Sitiveni Rabuka                                      | Rabuka II            |
|     |     | Sitiveni Rabuka        | Ministre des Affaires étrangères et du Commerce extérieur            | 1994-1997       | SVT                | lui-même                                             | Rabuka III           |
|     |     | Berenado Vunibobo      | Ministre des Affaires étrangères et du Commerce extérieur            | 1997-1999       | SVT                | Sitiveni Rabuka                                      | Rabuka III           |
|     |     | Tupeni Baba            | Ministre des Affaires étrangères et du Commerce extérieur            | 1999-2000       | Travailliste       | Mahendra Chaudhry                                    | Chaudhry             |
|     |     | Kaliopate Tavola       | Ministre des Affaires étrangères et du Commerce extérieur            | 2000-2006       | SDL                | Laisenia Qarase                                      | Qarase I, II, III    |
|     |     | Isikeli Mataitoga (en) | Ministre des Affaires étrangères (intérim)                           | 2006-2007       | sans étiquette     | Jona Senilagakali                                    | Senilagakali         |
|     |     | Ratu Epeli Nailatikau  | Ministre des Affaires étrangères et de l'Aviation civile             | 2007-2009       | sans étiquette     | Frank Bainimarama                                    | Bainimarama I        |
|     |     | Ratu Inoke Kubuabola   | Ministre des Affaires étrangères et de la Coopération internationale | 2009-2016       | Fidji d'abord      | Frank Bainimarama                                    | Bainimarama II, III  |
|     |     | Frank Bainimarama      | Ministre des Affaires étrangères                                     | 2016-2019       | Fidji d'abord      | lui-même                                             | Bainimarama III, IV  |
|     |     | Inia Seruiratu         | Ministre des Affaires étrangères                                     | 2019-2020       | Fidji d'abord      | Frank Bainimarama                                    | Bainimarama IV       |
|     |     | Frank Bainimarama      | Ministre des Affaires étrangères                                     | 2020-2022       | Fidji d'abord      | lui-même                                             | Bainimarama IV       |
|     |     | Sitiveni Rabuka        | Ministre des Affaires étrangères                                     | depuis 2022     | Alliance populaire | lui-même                                             | Rabuka IV            |